# Билли: Ранние годы
«Билли: Ранние годы» (англ. Billy: The Early Years; также «Ранние годы жизни Билли Грэма») — американский биографический фильм 2008 года, рассказывающий о молодости Билли Грэма — легендарного американского проповедника, общественного деятеля и духовного советника американских президентов.

## Сюжет
Билл Грэм — знаковая фигура евангелизма конца XX — начала XXI веков. Но он не всегда был религиозен. Жизнь Билли кардинально изменилась после знакомства с энергичным и преданным учению Христа проповедником Чарльзом Тэмплтоном. В корне изменив свою жизнь, Грэм принял решение попытаться изменить и судьбы других людей.

## В ролях
- Арми Хаммер — Билли Грэм
- Стефани Батлер — Рут Грэм[англ.]
- Кристоффер Полаха — Чарльз Темплтон[англ.]
  - Мартин Ландау — Чарльз Темплтон в старости
- Линдси Вагнер — Морроу Грэм
- Джош Тёрнер — Джордж Беверли Ши[англ.]
- Дженнифер О’Нил — репортёр

## Производство

### Кастинг
Сценарист и продюсер Уильям Пол Маккей рассматривал пастора Джона Хейги на роль евангелистского лидера Мордехая Хэма, но режиссёр проекта Робби Бенсон посчитал, что привлечение столь популярной и одиозной фигуры лишь повредит фильму, предпочтя ему актёра Клиффа Бемиса.
Отбор актёров для съёмок проводился в Лос-Анджелесе, Нью-Йорке и Сан-Франциско.

### Съёмки
Фильм снимался в Нэшвилле и Уотертоне, штат Теннесси и стоил создателям 3,6 миллиона долларов.

## Саундтрек[4]
1. Over the Next Hill (Brooks and Dunn) — 3:08
2. Low (Сара Эванс) — 3:12
3. Look at Me (Алан Джексон) — 3:15
4. Shelter Me (Чайна Эдельман) — 2:45
5. Ruth’s Prayer by (Патти Гриффин) — 3:48
6. Heavenly Day by (Брендон Хит) — 3:34
7. The Great Wild Beyond (Грегори Пейдж) — 3:50
8. Amazing Love (Майкл У. Смит и Мелинда Дулитл) — 3:21
9. In Dreams (Рой Орбисон) — 2:49
10. What a Friend We Have in Jesus (Брэд Пейсли) — 2:27
11. Almost Persuaded (Джош Тёрнер) — 2:13
12. Just As I Am (Сьерра Халл) — 2:19

## Награды и номинации
За роль Билли Грэма Арми Хаммер был номинирован на Epiphany Prize (премия в области религиозного кино и ТВ) за лучшую мужскую роль.